# Арконате
Арконате (італ. Arconate) — муніципалітет в Італії, у регіоні Ломбардія, метрополійне місто Мілан.
Арконате розташоване на відстані близько 500 км на північний захід від Рима, 28 км на захід від Мілана.
Населення — 6585 осіб (2012).
Покровитель — sant'Eusebio.

## Демографія
Населення за роками:

Станом на 1 січня 2023 року в муніципалітеті офіційно проживали 294 іноземці з 32 країн, серед них 57 громадян країн Євросоюзу та 23 громадяни України.

## Сусідні муніципалітети
- Бускате
- Бусто-Гарольфо
- Куджоно
- Даїраго
- Інверуно